# ونگنو اینفریر
ونگنو اینفریر (به ایتالیایی: Venegono Inferiore) یک کومونه در ایتالیا است که در استان وارزه واقع شده‌است.

## خصوصیات
ونگنو اینفریر ۵٫۸ کیلومترمربع مساحت و ۶٬۱۶۳ نفر جمعیت دارد و ۳۴۵ متر بالاتر از سطح دریا واقع شده‌است.